# أولترامورت
بلدية أولترامورت (بالإسبانية: Ultramort) هي بلدية تقع في مقاطعة جرندة التابعة لمنطقة كتالونيا شمال شرق إسبانيا.

## الديموغرافيا
بلغ عدد سكان بلدية أولترامورت 211 نسمة عام 2011 (وفقاً للمعهد الوطني الإسباني للإحصاء).
| 188 | 193 | 203 | 203 | 196 | 196 | 211 |